# Franciszek Sokół
Franciszek Stefan Sokół (ur. 25 grudnia 1890 w Cyrance, zm. 13 czerwca 1956 w Krynicy) – podporucznik rezerwy piechoty Wojska Polskiego i działacz polityczny, w latach 1933–1939 komisarz rządu RP w Gdyni.

## Życiorys
Franciszek Sokół urodził się we wsi Cyranka koło Mielca (od 1973 część Mielca) w wielodzietnej rodzinie chłopskiej Jana i Anny Sokołów. W mieleckim gimnazjum zdawał egzamin dojrzałości. W 1914 podjął studia na Wydziale Prawa Uniwersytetu Jagiellońskiego. Działał w Polskich Drużynach Strzeleckich, gdzie ukończył kurs podchorążych.

### Kariera wojskowa i administracyjna
Od 6 sierpnia 1914 do 5 marca 1918 w Legionach Polskich w 2 plutonie, 3 kompanii, VI baonu, 1 pułku piechoty, I Brygady Józefa Piłsudskiego. Kolejne awanse na stopnie: kaprala (28 sierpnia 1914) i sierżanta kancelaryjnego (5 sierpnia 1915).
Do 20 sierpnia 1915 w służbie liniowej, kiedy to ranny trafił do szpitala Fortecznego nr 9. 28 lipca 1916 został przydzielony do Stacji Zbornej Legionów w Piotrkowie. W 1918 działał w Polskiej Organizacji Wojskowej w okolicach Kutna.
Po zakończeniu wojny i odzyskaniu przez Polskę niepodległości aktywnie uczestniczył w tworzeniu polskiej administracji. W listopadzie 1918 r. został mianowany podreferendarzem w Starostwie Powiatowym w Kutnie. Funkcję tę pełnił do końca 1926. Na stopień podporucznika został mianowany ze starszeństwem z dniem 1 czerwca 1923 w korpusie oficerów rezerwy piechoty. W 1934, jako oficer rezerwy pozostawał w ewidencji Powiatowej Komendy Uzupełnień Stanisławów. Posiadał przydział do Oficerskiej Kadry Okręgowej Nr VI.
W 1925 został magistrem praw Uniwersytetu im. Jana Kazimierza we Lwowie. W tym też roku zawarł związek małżeński z ziemianką Ireną Żółtowską, z którą miał trzech synów: Mirosława, Tadeusza i Bogusława. W tym czasie zmienia wyznanie z rzymskokatolickiego na protestanckie.
Związany z obozem skupionym wokół Piłsudskiego, działacz BBWR. W 1927 został mianowany wicestarostą w Kutnie. Od listopada 1928 był starostą nadwórniańskim. Na tym stanowisku dobrze ułożył stosunki z miejscową ludnością, w większości ukraińską. 11 grudnia 1931 został mianowany wicewojewodą stanisławowskim.

### Działalność w Gdyni
W wyniku zatargu z wojewodą został przeniesiony w styczniu 1933 r. do Departamentu Morskiego Ministerstwa Spraw Wewnętrznych w Warszawie, a następnie z 10 lutego tegoż roku, na stanowisko Komisarza Rządu w Gdyni. Funkcję tę sprawował do 1 września 1939, zachowując prerogatywy do 12 września. Gdynia była trudna w administrowaniu chociażby przez to, iż od samego początku zarysowała się dysproporcja między budową portu (prowadzoną i finansowaną przez państwo), a żywiołowo rozwijającym się miastem, finansującym się zasadniczo we własnym zakresie. W okresie jego rządów Gdynia stała się nie tylko portem II Rzeczypospolitej, ale i jednym z kilku największych i o największej liczbie mieszkańców miast w Polsce. W tym czasie Sokół uporządkował finanse miasta doprowadzając do zminimalizowania zadłużenia komunalnego, co pozwoliło na zintensyfikowanie inwestycji miejskich.
W efekcie przedstawiał Radzie Miejskiej Gdyni, a później z żelazną konsekwencją realizował projekty powołania w mieście np. zawodowej straży pożarnej, zbudowania rzeźni miejskiej, hali targowej, Szpitala Miejskiego, Szpitala Zakaźnego i in. W Gdyni zaczęła funkcjonować sprawna komunikacja miejska. Uporządkowano zabudowę miasta, a zwłaszcza śródmieścia, opracowano perspektywiczny plan jego rozwoju. Znacząco rozbudowana została infrastruktura komunalna miasta. Do 1939 r. wybrukowano i wyasfaltowano 90 km ulic chodników i krawężników, a zaprojektowano 400 km kolejnych. Sokół przyczynił się do uratowania przed likwidacją Stoczni Gdyńskiej. We właściwy sposób potrafił łagodzić nastroje społeczne pośrednicząc, np. w chwili zaistnienia sytuacji strajkowej pomiędzy stronami konfliktu.
Należał m.in. do BBWR, LMiK, LOPP, Bractwa Kurkowego, Polskiego Związku Zachodniego, Yacht Klubu Polski Oddz. Morskiego w Gdyni, Związku Legionistów Polskich, Towarzystwa Polsko-Jugosłowiańskiego. Był też członkiem Kom. Honorowego Tygodnia Propagandowego Gdańskiej Macierzy Szkolnej, Rady Nacz. Związku Miast Polskich, Rady Instytutu Bałtyckiego, Koła Filistrów Korporacji Akademickiej w Gdyni i in. W 1937 został wybrany do Komisji Regionalnego Planu Zabudowy Północnej części Województwa Pomorskiego.
Swoimi działaniami wspierał Wojsko Polskie przyczyniając się do wybudowania koszar w Redłowie dla 2 Morskiego Batalionu Strzelców. Przyczynił się do zorganizowania kwatermistrzostwa Lądowej Obrony Wybrzeża. 1 września 1939 Sokół otrzymał nominację na szefa administracji Obszaru Nadmorskiego i komisarza cywilnego przy dowódcy Floty. Jego władza sięgała czterech powiatów: Morskiego, Kartuskiego, Kościerskiego i grodzkiego w Gdyni oraz zdobytego terytorium Wolnego Miasta Gdańska.

### II wojna światowa
W trakcie obrony Wybrzeża, wobec przeważających sił niemieckich, na rozkaz płk. Stanisława Dąbka oddziały polskie 12 września rozpoczęły wycofywać się z Gdyni na Kępę Oksywską wraz z wojskiem na Oksywie udał się również Sokół. Admirał Józef Unrug powołał następnie komisarza jako ppor. rez. do służby czynnej i wezwał do swego sztabu na półwyspie, gdzie został przydzielony do sztabu kmdr. Stefana Frankowskiego. Wraz z załogą helską został wzięty do niewoli. Przebywał w oflagu, najpierw X B w Nienburg (Weser), później XVIII c Spittal an der Drau. W marcu 1940 został przewieziony do siedziby Gestapo w Gdańsku i oskarżony o działalność na szkodę III Rzeszy. Głównymi zarzutami było to, że ze względu na bezpieczeństwo Gdyni na wypadek wojny, komisarz zmierzał m.in. do wykupienia na jej rzecz majątków na Kępie Oksywskiej, których właścicielami byli Niemcy oraz fakt podpisania na początku września 1939 pisma do przedsiębiorstwa Żegluga Polska w Gdyni z nakazem wykonania 500 drążków do osadzenia kos i bagnetów dla oddziałów Kosynierów Gdyńskich. Po długotrwałym śledztwie został w 1941 r. osadzony w Stutthofie. Przeniesiony do Mauthausen-Gusen doczekał tam wyzwolenia.

### Po wojnie
18 czerwca 1945 wrócił do kraju. Wkrótce został ściągnięty przez b. wicepremiera Eugeniusza Kwiatkowskiego do Delegatury Rządu dla Spraw Wybrzeża w Gdańsku na stanowisko Szefa Działu Odbudowy Miast, a później Działu Zagadnień Materiałów i Wyposażenia Technicznego. W ten sposób powrócił, aczkolwiek pośrednio, do swojej ukochanej Gdyni. W 1947 r. uniknął losu E. Kwiatkowskiego i wydalenia z Wybrzeża, ale został zmuszony do przeniesienia się do Warszawy. Od 1 października 1947 pełnił obowiązki dyrektora, a od 30 października 1948 dyrektora Biura Ekonomicznego w Ministerstwie Pracy i Opieki Społecznej. Jednocześnie był wicedyrektorem w Departamencie Zatrudnienia. Z dniem 14 stycznia 1950 został „zdegradowany” do stanowiska Głównego Inspektora w Urzędzie Pełnomocnika Akcji Robót Rozbiórkowych. Umarł w Krynicy 13 czerwca 1956.
Jego imieniem nazwano ulicę w Chwarznie w Gdyni.
Jest patronem Zespołu Szkolno-Przedszkolnego nr 4 w Gdyni.

## Publikacje
Wygłaszał liczne okolicznościowe referaty i odczyty, jest też autorem wielu niepublikowanych notatek i wspomnień. Opublikowano:
- Gdynia w służbie Rzeczypospolitej (Radom 1939),
- artykuły w czasopismach gospodarczych i administracyjnych,
- wspomnienia Żyłem Gdynią (pośmiertnie, 1998).

## Ordery i odznaczenia
- Krzyż Niepodległości – 7 lipca 1931 „za pracę w dziele odzyskania niepodległości”[4]
- Krzyż Oficerski Orderu Odrodzenia Polski (1928)
- Krzyż Walecznych (1923)
- Brązowy Medal za Długoletnią Służbę (1938)
- Krzyż Komandorski Orderu Order Świętego Sawy (1938)
- Brązowy Medal Waleczności (Austria) (1915)